# Gryf Słupsk
Gryf Słupsk – polski klub piłkarski z siedzibą w Słupsku, założony w 1946 r. Od sezonu 2025/2026 klub występuje w IV lidze.

## Historia

### Lata 1956-2000
W 1956 roku z połączenia: Klubu Sportowego „UNIA” – działającego przy Słupskich Fabrykach Mebli, Klubu Sportowego „TRAKTOR” – przy Zakładach Naprawczych Mechanizacji Rolnictwa (ZNMR), Klubu Sportowego „STAL” – przy Fabryce Narzędzi Rolniczych „FAMAROL” i Klubu Sportowego „SPARTA” – działającego przy Słupskiej Fabryce Sprzętu Okrętowego „SEZAMOR”.
Na barwy klubowe wybrano kolory biały i zielony. Sekcja piłki nożnej powstała w klubie w roku 1957. Wtedy to Polski Związek Piłki Nożnej powołał do życia III ligę piłkarską. Tym samym Gryf od początku swojego istnienia rozpoczął od występów w III lidze. Pierwszym trenerem został Bronisław Koziar, dawniej piłkarz Pogoni Lwów.
Wcześniej, od roku 1946 funkcjonował Klub Sportowy Gwardia Słupsk, o barwach klubowych czerwono – biało – niebieskich, który był jedynie protoplastą późniejszego ZGKS Gryf. Wszystkie oficjalne, historyczne opracowania używają w swoich publikacjach nazwy Gryf już od 1946 roku. Jest to jednak niezgodne z prawdą, bo oficjalne połączenie obu tych klubów, nastąpiło dopiero w roku 1964, kiedy to Gryf zmienił swojego patrona i barwy na trójkolorowe, które od tego momentu są oficjalnymi. Przez siedem lat (1957–1964) funkcjonowały obok siebie dwa całkowicie różne i niezależne od siebie kluby.
Ludowy Klub Sportowy Gryf działał do lutego 1958 roku, kiedy to przemianowano go na Zjednoczony Klub Sportowy (ZKS) „Gryf”, działający przy fabryce mebli. Prezesem klubu był wtedy naczelny dyrektor Słupskich Fabryk Mebli, Jerzy Albrecht. Duży wkład w działalność tamtego Gryfa wnieśli ówcześni pracownicy fabryki: Zbigniew Bieńkowski, Aleksander Bucki i Jerzy Razik.
W roku 1964 nastąpiła pierwsza fuzja i po połączeniu się z Gwardią Słupsk do klubu weszli działacze w mundurach. Wtedy klub zmienił nazwę ze Zjednoczonego Klubu Sportowego na Zjednoczony Gwardyjski Klub Sportowy (ZGKS) „Gryf”. Taki stan rzeczy trwał aż do początku lat 80., kiedy to klub przyjął nazwę Gwardyjski Klub Sportowy (GKS) „Gryf”. Latem 1988 roku doszło do drugiej już fuzji z zespołem Czarnych Słupsk. Do kolejnej zmiany nazwy doszło w 1990 roku, po zakończeniu jesiennej rundy rozgrywek. Na walnym zgromadzeniu członków klubu, zadecydowano o usunięciu z nazwy Klub Gwardyjski.

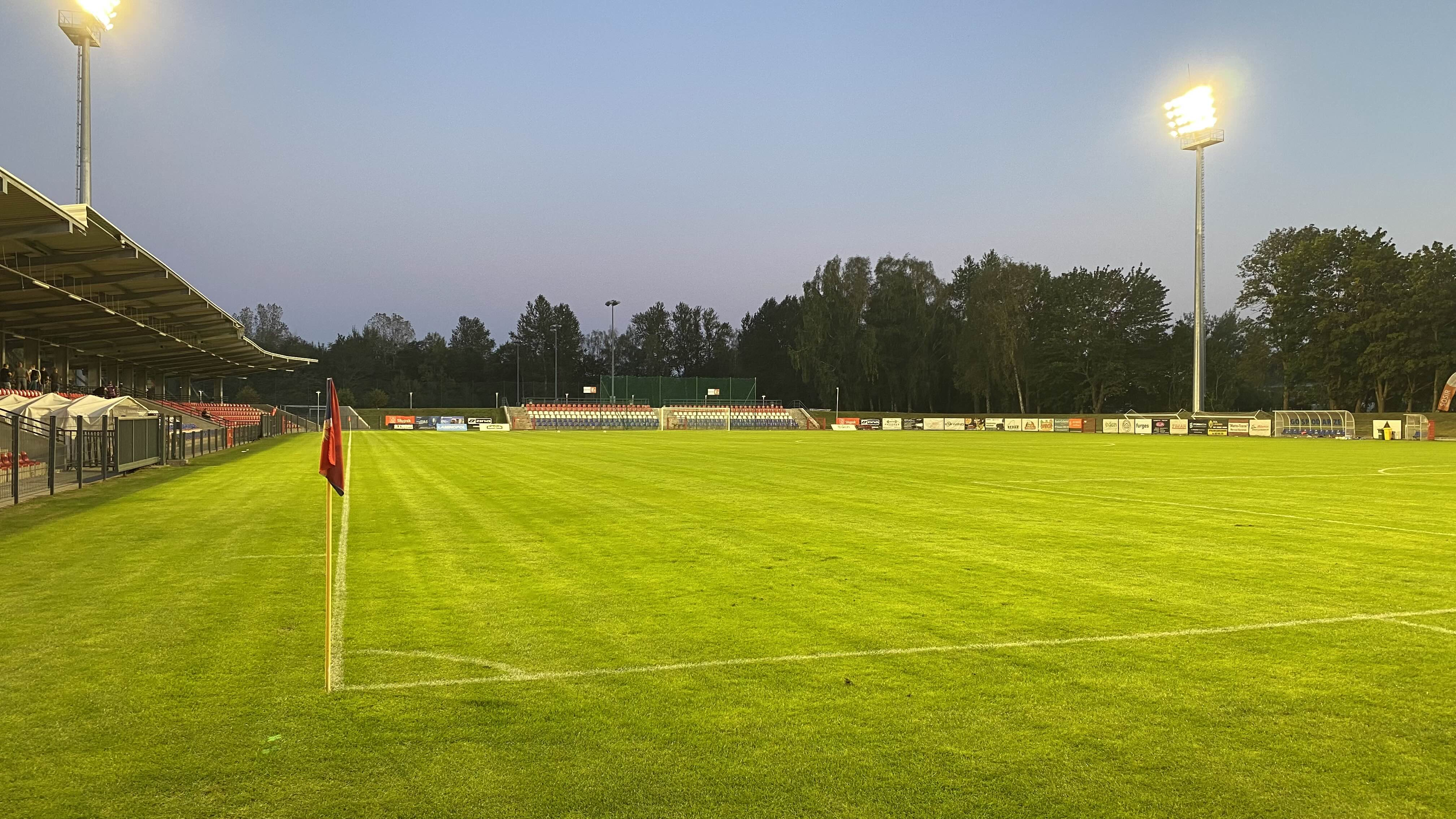
Główne boisko na stadionie w Słupsku

### Lata 2002-2024
29 marca 2010 r. klub Gryf 95 powrócił do starej nazwy, kiedy to Gryf występował jeszcze w II lidze. Nowa nazwa to KS Gryf Słupsk.
W sezonie 2015/2016 klub spadł z III ligi i w kolejnych sezonach nie udało się Gryfowi powrócić. W sezonie 2023/2024 Gryf wygrał pomorską grupę IV ligi, zapewniając sobie awans po wygranym meczu z Suprą Kwidzyn 22 czerwca 2024. W efekcie latem 2024 wystartował w rozgrywkach III ligi.

## Sukcesy
- 1/8 finału Pucharu Polski w sezonie 1977/78

Po wygraniu z III-ligową Wdą Świecie (1:1 – karne 5:2), III-ligową Gedanią Gdańsk (0:0 – karne 4:3), II-ligową Stalą Stalowa Wola (1:0) oraz I-ligową Arką Gdynia (0:0 – karne 5:3), Gryf awansował do 1/8 finału. 9 listopada 1977 roku, na wypełnionym po brzegi stadionie przy ul. Zielonej, Gryf zmierzył się z wielokrotnym mistrzem Polski i zdobywcą Pucharu Polski – Legią Warszawa. Drużyna ze stolicy zwyciężyła 3:0, eliminując słupszczan z dalszej rywalizacji w Pucharze Polski.
- 6. miejsce w II lidze w sezonie 1981/82

Największy jak do tej pory sukces ligowy. Zespół występował w następującym składzie: Marek Mulawa, Roman Bogdzia, Jan Bławat, Bogdan Chwistek, Jerzy Gawroński, Bogumił Kłosiński, Sylwester Komisarek, Waldemar Korycki, Stefan Kliński, Roman Mądrochowski, Krzysztof Mysiak, Zbigniew Rybiński, Andrzej Szygenda, Artur Suruło, Zbigniew Wolan, Zbigniew Zasiński, Jan Zawadzki. Trenerem był Tadeusz Wanat, asystentem trenera Tadeusz Jakubowicz, kierownikiem drużyny Andrzej Bilau, kierownikiem sekcji piłki nożnej Józef Nowakowski.

## Stadion
Gryf mecze rozgrywa na stadionie przy ul. Zielonej 9 w Słupsku. Dane techniczne stadionu:
- pojemność stadionu: 3000 miejsc (1335 siedzących)
- oświetlenie: tak
- wymiary boiska: 105 m x 70 m[1]